# 南非細尾海馬
南非細尾海馬（学名：Acentronura tentaculata），为輻鰭魚綱棘背魚目海龍魚科的其中一種，分布於印度西太平洋區，包括紅海、東非、柬埔寨、沙烏地阿拉伯、阿曼、印尼、巴布亞紐幾內亞、澳洲及菲律賓等海域，棲息深度1-20公尺，體棕色，皮辮黑色，雌魚體修長，呈管狀，雄魚較為粗壯，體長可達6.3公分，棲息在珊瑚礁或海藻床，卵胎生。